# Nigetia formosalis
Nigetia formosalis là một loài bướm đêm trong họ Erebidae.